# ياسين عبد اللاوي
ياسين عبد اللاوي (مواليد: 21 يونيو 1975)، وهو لاعب كرة قدم هولندي محترف سابق لعب كلاعب وسط.

## سيرة ذاتية
ولد عبد اللاوي في سيرتوخيمبوس، ولعب لصالح نادي أو جي سي روزمالين وفيلم تو تيلبورغ وناك بريدا، ورايو فايكانو وإن إي سي نيميخن، و دي غرافشاب.
بعد اعتزاله كلاعب في عام 2004م عمل كمدرب، وفي أغسطس 2016 م كان يعمل مع فريق شباب فيلم تو تيلبورغ.

## وصلات خارجية
- ياسين عبد اللاوي على موقع قاعدة بيانات كرة القدم.إي يو (الإنجليزية)